# Fissidens boninensis
Fissidens boninensis är en bladmossart som beskrevs av Iwatsuki in H. Inoue och Iwatsuki 1969. Fissidens boninensis ingår i släktet fickmossor, och familjen Fissidentaceae. Inga underarter finns listade i Catalogue of Life.